# Bruno Gudelj
Bruno Gudelj (ur. 8 maja 1966 w Zagrzebiu) – chorwacki piłkarz ręczny, zdobywca złotego medalu Igrzysk Olimpijskich w Atlancie.